# Aeronium
| ❮ | System    | Serie      | Stufe        | ≈ Alter (mya) |
| ❮ | später    | später     | später       | jünger        |
| - | --------- | ---------- | ------------ | ------------- |
| ❮ | S i l u r | Pridoli    | Pridolium    | 419,2 ⬍ 423   |
| ❮ | S i l u r | Ludlow     | Ludfordium   | 423 ⬍ 425,6   |
| ❮ | S i l u r | Ludlow     | Gorstium     | 425,6 ⬍ 427,4 |
| ❮ | S i l u r | Wenlock    | Homerium     | 427,4 ⬍ 430,5 |
| ❮ | S i l u r | Wenlock    | Sheinwoodium | 430,5 ⬍ 433,4 |
| ❮ | S i l u r | Llandovery | Telychium    | 433,4 ⬍ 438,5 |
| ❮ | S i l u r | Llandovery | Aeronium     | 438,5 ⬍ 440,8 |
| ❮ | S i l u r | Llandovery | Rhuddanium   | 440,8 ⬍ 443,4 |
| ❮ | früher    | früher     | früher       | älter         |

Das Aeronium ist in der Erdgeschichte die zweite chronostratigraphische Stufe der Llandovery-Serie des Silur. Die Stufe ist in absoluten Zahlen (geochronologisch) in etwa in den Zeitraum von etwa 440,8 bis 438,5 Millionen Jahren zu stellen. Es folgt auf das Rhuddanium und wird vom Telychium überlagert.

## Namensgebung und Geschichte
Die Stufe ist nach der Cwm-coed-Aeron-Farm, in der Nähe von Llandovery, (Wales) benannt. Die Stufe (und der Name) wurde 1971 von einer britischen Geologen-Gruppe unter L. R. M. Cocks vorgeschlagen.

## Definition und GSSP
Der Beginn des Aeronium ist durch das Erstauftreten der Graptolithen-Art Monograptus austerus sequens definiert. Die Obergrenze liegt oberhalb des Aussterbehorizonts der Brachiopoden-Art Eocoelia intermedia und unterhalb des Erstauftretens der Brachiopoden-Art Eocoelia curtisi. Die Grenze liegt auch nahe der Basis der Monograptus turriculatus-Graptolithen-Zone. Das offizielle Referenzprofil (GSSP = „Global Stratotype Section and Point“) für das Aeronium ist der „Transekt h“ am Trefawr-Waldweg, nördlich der Cwm-coed-Aeron Farm, bei Llandovery (Wales).